# Tu inmenso amor
Tu inmenso amor es el título de un álbum de estudio grabado por el cantautor puertorriqueño-estadounidense José Feliciano. Fue lanzado al mercado por la empresa discográfica EMI Capitol Latin el 3 de noviembre de 1987, primera para la dicha disquera. El álbum Tu inmenso amor fue producido por el propio artista, coproducido por Rudy Pérez y cuenta con 10 canciones.

## Lista de canciones
| Tu inmenso amor |                                              |                                      |          |  |
| N.º             | Título                                       | Escritor(es)                         | Duración |  |
| 1.              | «Tu inmenso amor» (Canción para Susana)      | Rudy Pérez                           | 4:57     |  |
| 2.              | «Quédate»                                    | José Feliciano · Ramón López Mercado | 3:30     |  |
| 3.              | «Dime cuando»                                | Rudy Pérez · Omar Sánchez            | 3:53     |  |
| 4.              | «No te arrepentirás»                         | José Feliciano · Rudy Pérez          | 3:12     |  |
| 5.              | «Uno»                                        | Mariano Mores                        | 3:57     |  |
| 6.              | «Ponte a cantar»                             | José Feliciano · Rudy Pérez          | 3:56     |  |
| 7.              | «No hay mal por bien no venga» (con Pandora) | Rudy Pérez                           | 4:13     |  |
| 8.              | «Cuando el amor se acaba»                    | José Feliciano · Rudy Pérez          | 3:23     |  |
| 9.              | «Pobre de él»                                | Rudy Pérez                           | 4:21     |  |
| 10.             | «Sería fácil»                                | Rudy Pérez                           | 2:53     |  |

## Sencillos
- Tú inmenso amor (canción para Susana)
- No hay mal por bien no venga (con Pandora)
- Cuando el amor se acaba
- Quédate
- No te arrepentirás
- Sería fácil
- Uno

- Datos: Q24953212